# Xã Forest, Quận Rice, Minnesota
Xã Forest (tiếng Anh: Forest Township) là một xã thuộc quận Rice, tiểu bang Minnesota, Hoa Kỳ. Năm 2010, dân số của xã này là 1.233 người.